# 2044
2044 (MMXLIV) е високосна година, започваща в петък според григорианския календар. Тя е 2044-та година от новата ера, четиридесет и четвъртата от третото хилядолетие и петата от 2040-те.